# Dárkový poukaz
Dárkový poukaz je cenina s určitou monetární (peněžní) hodnotou, kterou lze využít k úhradě služeb nebo zboží. Jak z názvu plyne, využívá se většinou místo konkrétního dárku tak, že obdarovaný může poukazem uhradit jim vybrané zboží či služby. Dárkové certifikáty tak eliminují riziko "nevhodného" dárku (typicky pět vysavačů svatebním darem).
Dárkový poukaz může být proprietární - jeho vydavatel i akceptant je tentýž subjekt (obchod vydá své vlastní dárkové poukazy), a nebo otevřený - vydavatel i akceptant se liší a akceptantů je většinou více (typickým příkladem je např. Flexi Pass vydávaný Sodexo).
Dárkové poukazy lze běžně zakoupit u subjektů, které jsou jejich vydavateli, nebo na specializovaných portálech, které soustředí dostupnou nabídku trhu přehledně na jednom místě.